# Christian Sauter (Politiker)
Christian Sauter (* 11. Februar 1980 in Rinteln) ist ein deutscher Politiker (FDP) und Wirtschaftsingenieur aus dem Kreis Lippe und war von 2017 bis 2025 Mitglied des Deutschen Bundestages.

## Leben
Sauter wurde 1980 in Rinteln geboren und ist in Extertal aufgewachsen, wo er auch heute noch wohnt. Nach dem Ablegen des Abiturs am Gymnasium Barntrup leistete er Wehrdienst im Panzerartilleriebataillon 215 in der Generalfeldmarschall-Rommel-Kaserne in Augustdorf. Anschließend studierte er ein Jahr Wirtschaftswissenschaft an der Georg-August-Universität Göttingen und von 2001 bis 2006 Logistik mit Schwerpunkt Innerbetriebliche Logistik an der Hochschule Ostwestfalen-Lippe. Er beendete sein Studium als Diplom-Wirtschaftsingenieur (FH) und wurde anschließend im Bereich Logistik tätig. In der FDP ist er stellvertretender Vorsitzender des FDP-Bezirksverbandes Ostwestfalen-Lippe, stellvertretender Kreisvorsitzender der FDP Lippe und Orts- und Fraktionsvorsitzender der FDP Extertal.
Sauter ist römisch-katholischer Konfession.

## Politischer Werdegang
2009 gründete Sauter den FDP-Ortsverband Extertal und wurde im selben Jahr in den Gemeinderat der Gemeinde Extertal gewählt. Im Jahr 2011 übernahm er den Fraktionsvorsitz. Seit den Kommunalwahlen in Nordrhein-Westfalen 2014 führt er eine fünfköpfige FDP-Fraktion im 30 Mitglieder umfassenden Gemeinderat der Gemeinde Extertal an. Sauter gewann dabei ein Direktmandat mit 37,7 Prozent der abgegebenen Stimmen. Zudem ist er Vorsitzender des Umwelt-, Energie- und Betriebsausschusses und Mitglied des Wahlprüfungsausschusses des Gemeinderates Extertal.
Darüber hinaus war er ab der Kommunalwahl 2014 Verbandsabgeordneter des Landesverbandes Lippe. Zudem war er bis November 2020 Mitglied der erweiterten FDP-Kreistagsfraktion in Lippe und ist seit November 2020 Mitglied im Kreispolizeibeirat. Er gehörte der erweiterten FDP/Freie Wähler-Regionalratsfraktion bei der Bezirksregierung Detmold an. Bei den Kommunalwahlen in Nordrhein-Westfalen 2020 trat Sauter erneut als Spitzenkandidat der FDP für den Gemeinderat sowie für das Amt des Bürgermeister an. Sauter konnte hierbei sein Direktmandat mit 39,2 Prozent der Stimmen verteidigen und zog als Bürgermeisterkandidat mit 27,0 Prozent in die Stichwahl ein. Die FDP Extertal konnte im Bewerberfeld von sechs antretenden Parteien 15 Prozent der Stimmen auf sich vereinen. Sauter unterlag in der Bürgermeisterstichwahl seinem Gegenkandidaten mit 43,8 Prozent.
Bei der Landtagswahl in Nordrhein-Westfalen 2012 kandidierte Sauter für den Landtag Nordrhein-Westfalen. Bei der Landtagswahl in Nordrhein-Westfalen 2017 kandidierte er erneut auf der Landesliste auf Listenplatz 24, bis es zu einer fahrlässigen Verwechslung kam, und er auf den aussichtslosen Listenplatz 48 rutschte. Der ursprünglich vorgesehene Listenplatz 24 hätte zum Einzug in den Landtag gereicht. Den eigentlich für ihn vorgesehenen Platz im Landtag Nordrhein-Westfalen nahm Martina Hannen ein, die ursprünglich auf Listenplatz 48 stand. Aufgrund dieser Tatsache und des Rücktritts des bisherigen FDP-Bundestagskandidaten im Bundestagswahlkreis Lippe I wurde er für die Bundestagswahl 2017 als Direktkandidat aufgestellt und auf Listenplatz 15 der FDP Nordrhein-Westfalen eingeordnet. Wegen des Wahlergebnisses der FDP in Nordrhein-Westfalen (20 Abgeordnete kamen über die FDP-Landesliste zum Zuge) zog er in den 19. Deutschen Bundestag ein. Sauter war im 19. Deutschen Bundestag ordentliches Mitglied im Verteidigungsausschuss und zudem stellvertretendes Mitglied im Ausschuss für Verkehr und digitale Infrastruktur, im Unterausschuss Abrüstung, Rüstungskontrolle und Nichtverbreitung, sowie im Petitionsausschuss des Deutschen Bundestages.
Bei der Bundestagswahl 2021 kandidierte Sauter erneut und zog wieder in den Deutschen Bundestag ein. Im 20. Deutschen Bundestag war er ordentliches Mitglied im Verteidigungsausschuss und stellvertretendes Mitglied im Verkehrsausschuss. Zudem war er Bundestags-Schriftführer und Mitglied der Enquete-Kommission Lehren aus Afghanistan für das künftige vernetzte Engagement Deutschlands.
Sauter kandidierte nicht erneut für die Bundestagswahl 2025. Er wolle stattdessen Bürgermeister in der Gemeinde Extertal werden.

## Politische Positionen
Im September 2022 stimmte er als einer von sieben Abgeordneten der FDP-Fraktion im Bundestag gegen eine Neufassung des Infektionsschutzgesetzes der Ampel-Koalition.

## Weitere Funktionen
Sauter ist Mitglied der Vertreterversammlung der Volksbank Bad Salzuflen, Mitglied des Vorstandes der Fürst-Leopold-IV.-Stiftung für Kriegsopfer in Detmold und Beisitzer des Vorstandes des Vereins Liberale Soldaten und Veteranen mit Sitz in Berlin. Bis September 2023 war er stellvertretendes Mitglied des Beirates der Kreispolizeibehörde Lippe. Er engagiert sich in der freiwilligen Reservistenarbeit der Bundeswehr.